# Raymond Thiollière
Raymond Antoine Thiollière (1881-1929) est un peintre, aquafortiste et graveur sur bois français, auteur d'un nombre important d'estampes originales, souvent d'une remarquable force expressive.

## Biographie
Raymond Thiollière est né le 23 janvier 1881 à Roanne, fils de Benoît Thiollière et Claudine Comby, qui ont eu quatre autres enfants.
Fin mai 1901, alors qu'il se déclare « comptable et musicien », il est incorporé au 4e régiment colonial de la Marine comme engagé volontaire pour cinq ans, et part en Cochinchine. Libéré, il devient manœuvre à la Compagnie PLM en 1907.
Ses talents de dessinateur sont révélés au moment de la Première Guerre mondiale : mobilisé, nommé caporal, puis lieutenant, il exécute, sur le front, des croquis servant à préparer l'assaut. Blessé plusieurs fois lors de la bataille du Chemin des Dames, il est nommé chevalier de la Légion d'honneur le 17 décembre 1917. Lors d'un séjour à l'hôpital, il a pour compagnon de lit Guillaume Apollinaire, dont il exécutera le portrait gravé.
Surnommé par ses amis « Thioll » (et signant parfois ainsi), vraisemblablement autodidacte, musicien pratiquant la guitare et le luth, dessinateur et graveur, autant sur le bois que sur le métal, il fait partie, au début des années 1920, du renouveau, dans les arts décoratifs, de l'estampe. Dès 1919, il se mobilise pour co-organiser le 1er salon des Jeunes, au Jeu de Paume, ouvert à une nouvelle génération d'artistes, et monte, Rive gauche, des expositions dans les cafés, entre autres à La Closerie des Lilas. Il expose ses travaux au Salon des indépendants, et à la Société de la gravure sur bois originale (1928). Il réside dans le quartier Montparnasse mais possède un atelier rue Mazarine. Ses collaborations avec le monde de l'édition illustrée sont assez nombreuses. Il devient secrétaire de la revue et des éditions Images de Paris (octobre 1919 - mai 1926) fondée par son ami Élie Richard et rencontre, à Anvers, Roger Avermaete, fondateur du groupe et de la revue Lumière (août 1919 - février 1923) et Frans Masereel. Il fut un proche de Joseph Delteil, Pierre Mac Orlan, mais aussi de Cecil Howard, qui fit son buste en 1925, fréquentant son atelier du 14 de l'avenue du Maine. Le sculpteur américain et lui s'étaient rencontrés grâce à Apollinaire. Raymond fréquente aussi la colonie d'artistes à la pointe de l'Arcouest, où se retrouvent entre autres Howard, Gérard Cochet, André Dignimont... Vers la fin de sa vie, il se mit à la peinture et à l'eau forte, produisant des paysages.
Le 6 novembre 1928, il épouse Maria Albertine Chemin, brodeuse, à la mairie du 14e arrondissement de Paris. 
Il meurt le 26 juillet 1929 à Saint-Leu-Taverny, des suites de ses blessures de guerre.

## Œuvre

### Ouvrages illustrés

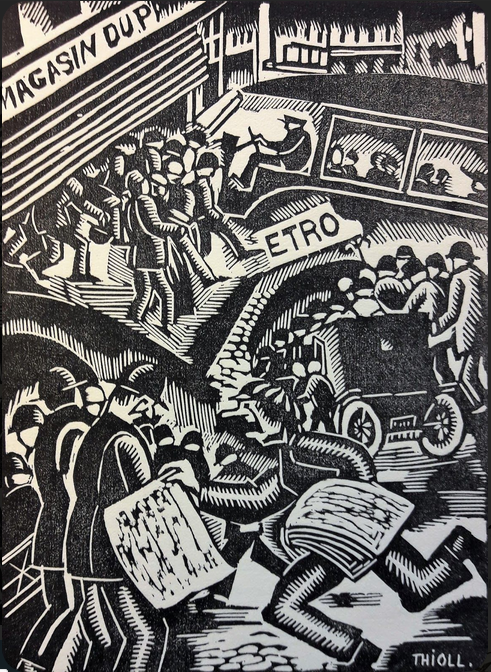
Bois extrait de Humanités (1922) de Robert Boudry.

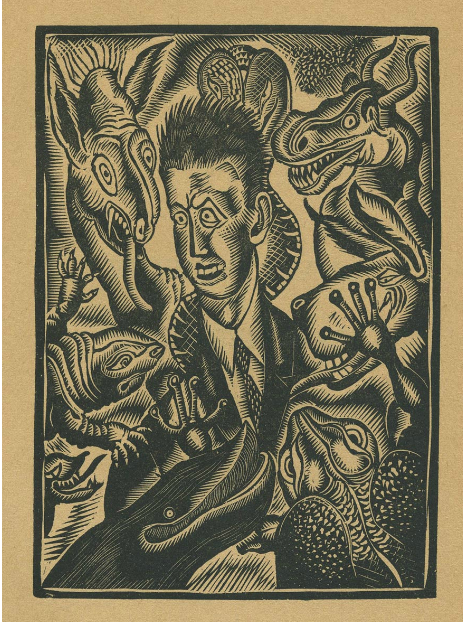
Bois extrait de La Vie inquiète de Jean Hermelin (1928).

- Luc de Ballois, Adolescentines, André Bessine, 1921.
- Joseph Delteil, Le Cygne androgyne, Image de Paris, 1921.
- Élie Richard, Les guerriers clandestins, Anvers, Lumière, 1922-1923.
- Robert Boudry, Humanités, poèmes, Images de Paris, 1922.
- Henri Dalby, Poèmes de la vie mordue, Images de Paris, 1922.
- Novalis, Les Hymnes à la Nuit, suivis du Chant des Morts, traduits par Louis Augé, Images de Paris, 1922.
- Michel Geistdoerfer, La Roue de Saint Tupetu - Miracle, éditions de l'Hippopotame, 1922.
- Douze très anciennes chansons pour enchanter la peine ou parer le plaisir, avec les airs et les paroles recueillies et ornées de gravures sur bois par Raymond Thiollière, éditions André - Imprimerie artistique Lux, 1923.
- Revue Demain, Ferenczi & fils, 1924-1925.
- R. Thiollière, Ô Ville d'oppression et de meurtre, album de six bois gravés originaux, Anvers, Lumière & Paris, André Delpeuch, 1925 — tiré à 225 ex.
- Michel Geistdoerfer, L'Amour tel qu'on le parle, Montaigne, 1925.
- Paul Valéry, Durtal ou les points d'une conversion, La Jeune Parque, 1927.
- Georges Duhamel,  Civilisation, Le Livre de demain, Fayard, 1928.
- Jacques de Lacretelle, La Vie inquiète de Jean Hermelin, Le Livre de demain, Fayard, 1928.
- Collection « Les Quarante »,  éditions de La lampe d'argile / Félix Alcan, 1928-1931.